# Aloe albiflora
Aloe albiflora é uma espécie de liliopsida do gênero Aloe, pertencente à família Asphodelaceae.